# Jan Stryczek
Jan Józef Stryczek (ur. 10 września 1905 w Zbychowie koło Wejherowa, zm. 17 lutego 1976 w Gdyni), polski duchowny katolicki, kapelan Armii Krajowej, profesor Seminarium Duchownego w Pelplinie.

## Życiorys
Był synem nauczyciela Abdona (1874-1924) i Pelagii z domu Radtke (1876-1954), najstarszym z rodzeństwa — miał czterech braci i trzy siostry. Jednym z jego braci był prof. Abdon Stryszak (1908 - 1995), profesor Uniwersytetu Warszawskiego i znany lekarz weterynarii. Kształcił się w Miejskim Gimnazjum w Gdańsku, a następnie w Państwowym Gimnazjum im. Króla Jana Sobieskiego w Wejherowie i tamże zdał egzamin dojrzałości w czerwcu 1924. Rozpoczął z kolei studia w seminarium w Pelplinie, które od 1927 kontynuował na Wydziale Teologicznym Uniwersytetu Warszawskiego, wieńcząc je doktoratem świętej teologii 27 maja 1931. Tytuł doktora uzyskał na podstawie pracy "Arcykapłaństwo Chrystusa w liście św. Pawła do Żydów" napisanej pod kierunkiem prof. Franciszka Rosłańca. Był już wówczas od kilku lat kapłanem — święcenia przyjął 2 września 1928 w Pelplinie.
Po półrocznej pracy w charakterze wikariusza w Szwarcenowie (w drugiej połowie 1931) przeniesiony został do Brodnicy. Był prefektem miejscowego Państwowego Gimnazjum Męskiego, uczył także greki i niemieckiego, pełnił posługę kapelana hufca harcerzy oraz prowadził Sodalicję Mariańską. W latach 1935–1936 był wikariuszem w Ostrowitem koło Chojnic, w 1936 przez kilka tygodni zajmował analogiczne stanowisko w Bysławiu, następnie przez niemal rok pracował jako kapelan Domu Rekolekcyjnego w Zamku Bierzgłowskim.
Wraz z początkiem lipca 1937 ks. Stryczek został proboszczem w Płochocinie koło Świecia i pozostawał na tej placówce aż do grudnia 1945, w latach wojennych łącząc je dodatkowo z administrowaniem parafii w Lipinkach. Od 1942 pełnił posługę kapelana Zgrupowania Partyzanckiego Armii Krajowej "Świerki", operującego w Borach Tucholskich. Proboszcz Stryczek zapewniał partyzantom nie tylko opiekę duszpasterską, ale dostarczał również żywność i informacje; w latach powojennych spotkały go za to represje ze strony Urzędu Bezpieczeństwa.
W czerwcu 1945 został powołany na profesora Wyższego Seminarium Duchownego w Pelplinie, gdzie wykładał egzegezę Pisma Świętego i archeologię biblijną. Prowadził też lektorat greki i hebrajskiego. Opracował na potrzeby studentów kilka skryptów z biblistyki. W lipcu 1948 otrzymał godność kanonika gremialnego Kapituły Katedralnej Chełmińskiej.
Zmarł w lutym 1976, pochowany został na cmentarzu parafialnym w Pelplinie.

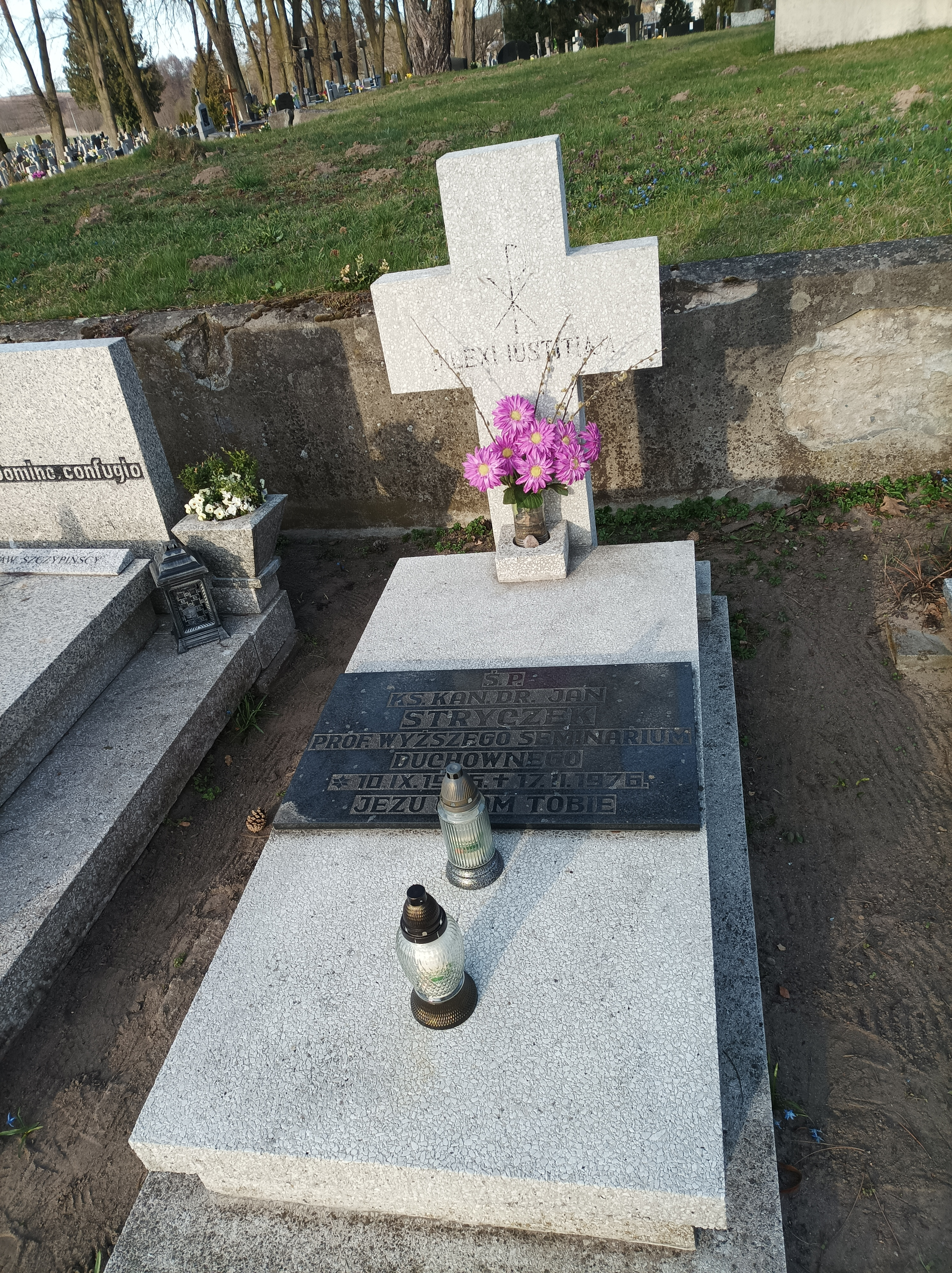
Grób ks. Jana Stryczka na cmentarzu w Pelplinie